# Amazon Spheres
As Amazon Spheres são três conservatórios esféricos que compreendem parte do campus da sede da Amazon em Seattle, Washington, Estados Unidos. Projetado pela NBBJ e pela empresa de paisagismo Site Workshop, suas três cúpulas de vidro são cobertas por painéis hexecontaedros pentagonais e servem como lounge e espaço de trabalho para os funcionários. As esferas, que variam de três a quatro andares, abrigam 40.000 plantas, além de espaço para reuniões e lojas de varejo. Eles estão localizados ao lado do edifício Day 1 na Lenora Street. O complexo foi aberto aos funcionários da Amazon e acesso público limitado em 30 de janeiro de 2018. As esferas são reservadas principalmente aos funcionários da Amazon, mas são abertas ao público por meio de visitas semanais à sede e uma exposição no térreo.

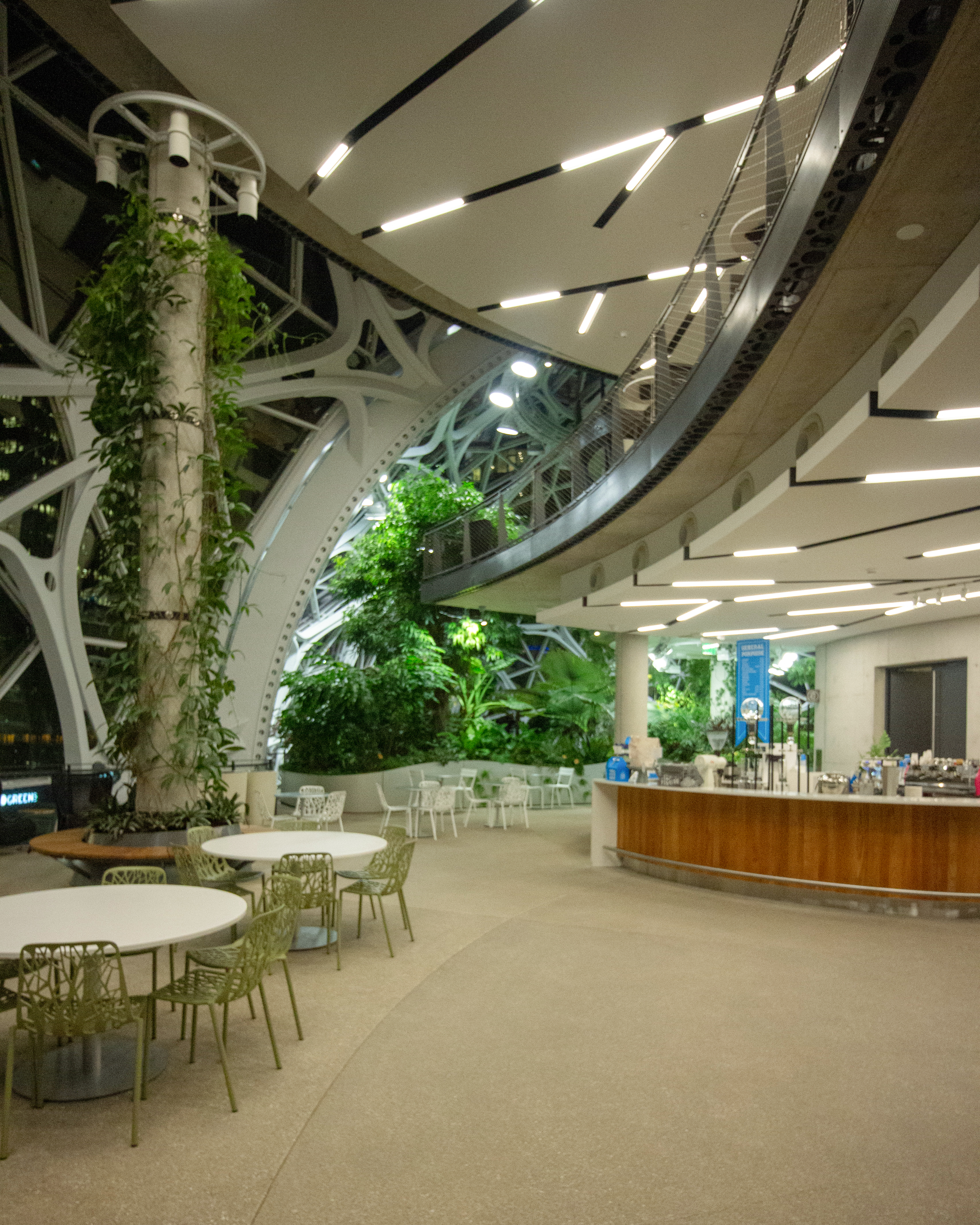
Área comum e cafeteria na esfera central

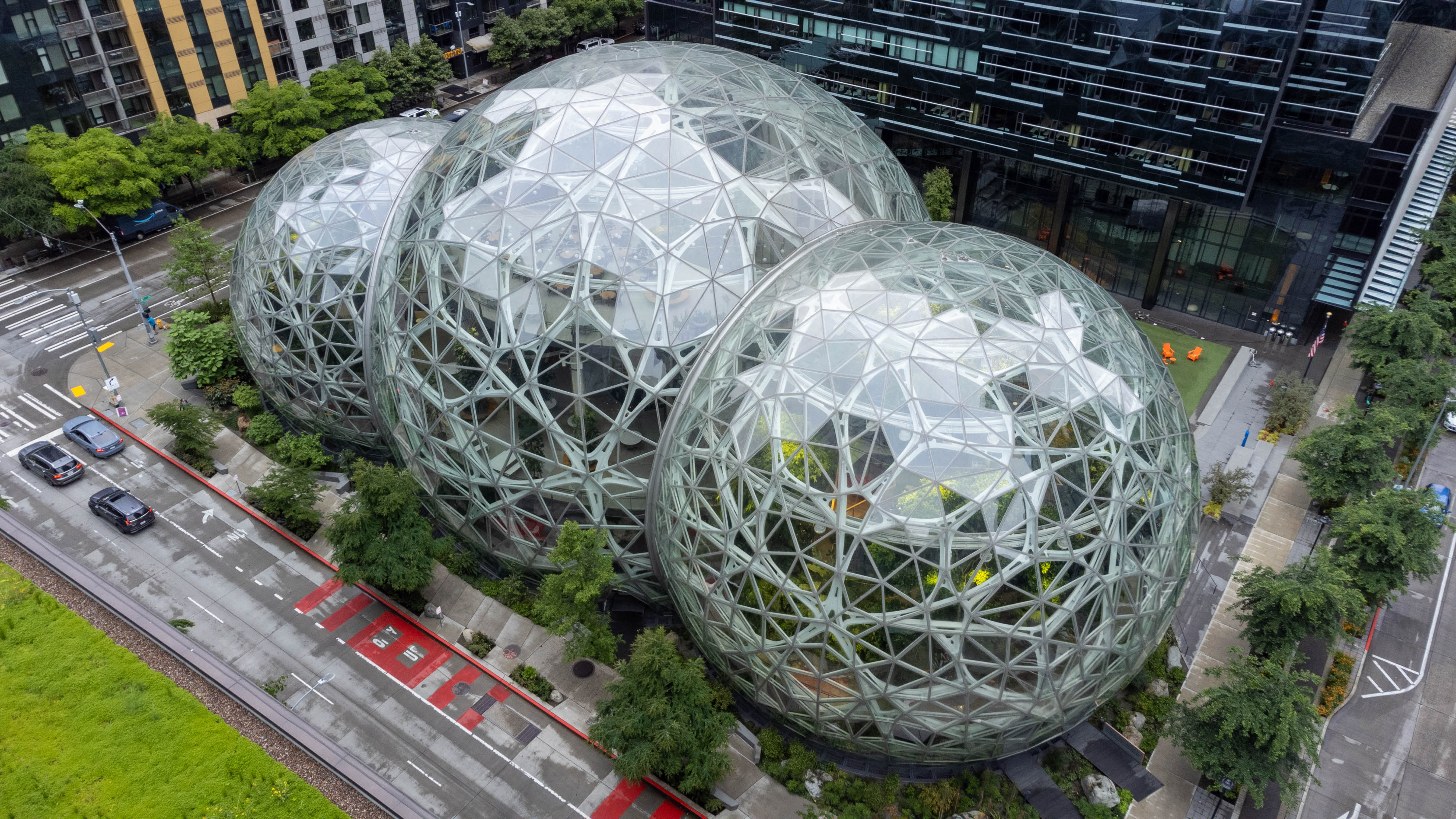
Vista aérea do Amazon Spheres

## Sobre
Localizadas no bairro de South Lake Union, as Spheres são compostas por três domos gigantes interconectados. Cada domo possui uma estrutura de aço e vidro que abriga uma vasta variedade de plantas tropicais provenientes de diferentes partes do mundo. Com mais de 40.000 plantas, incluindo árvores altas, samambaias exuberantes e uma grande variedade de outras espécies, as Spheres proporcionam um ambiente semelhante a uma floresta tropical dentro de uma área urbana. Além de seu design arquitetônico impressionante, as Spheres também servem como um espaço de trabalho inovador para os funcionários da Amazon. Os colaboradores têm a oportunidade de trabalhar e se reunir em um ambiente cercado por vegetação exuberante, o que cria uma atmosfera única e estimulante para a criatividade e a colaboração.
As Spheres também abrigam diversos espaços públicos, incluindo um jardim botânico e uma área aberta para eventos. Esses espaços são abertos ao público em determinados horários, permitindo que os visitantes apreciem a beleza natural e a arquitetura impressionante das Spheres. As Amazon Spheres representam o compromisso da Amazon com a inovação, sustentabilidade e criação de espaços de trabalho únicos e inspiradores. Essa construção icônica se tornou um marco em Seattle, atraindo a atenção de visitantes e turistas de todo o mundo.

## História
A história das Amazon Spheres remonta ao ano de 2013, quando a Amazon.com, Inc., uma das maiores empresas de comércio eletrônico do mundo, começou a desenvolver planos para expandir seu campus em Seattle, Washington. A empresa desejava criar um ambiente de trabalho inovador e inspirador para seus funcionários, que fosse único e diferenciado dos escritórios tradicionais. O projeto das Spheres foi concebido como uma combinação de arquitetura futurista e elementos naturais, incorporando uma grande quantidade de vegetação exuberante dentro das estruturas. O objetivo era criar um espaço que proporcionasse uma conexão direta com a natureza, promovendo um ambiente de trabalho mais relaxante, estimulante e saudável.
Em 2015, a Amazon anunciou oficialmente seus planos de construir as Spheres como parte de uma expansão do campus da empresa. O projeto foi desenvolvido em colaboração com a firma de arquitetura NBBJ, que trabalhou na criação de um design que incorporasse a natureza de forma integrada às estruturas. A construção das Spheres começou em 2016 e foi concluída em 2018. As três estruturas em formato de domo foram erguidas no bairro de South Lake Union, próximo à sede da Amazon. Cada domo tem uma altura de aproximadamente 27 metros e é composto por uma estrutura de aço e vidro.
A equipe responsável pelo projeto buscou selecionar uma ampla variedade de plantas tropicais para criar um ambiente diversificado dentro das Spheres. Mais de 40.000 plantas foram cuidadosamente escolhidas, incluindo árvores altas, samambaias exuberantes, plantas de climas úmidos e uma ampla gama de outras espécies vegetais. O objetivo era recriar uma atmosfera semelhante à de uma floresta tropical, com diferentes camadas de vegetação e uma diversidade biológica impressionante.
Desde a inauguração, as Amazon Spheres se tornaram um marco em Seattle e um ponto de interesse para os visitantes. Além de servirem como espaço de trabalho para os funcionários da Amazon, elas também abrem suas portas ao público em determinados horários. Os visitantes podem explorar os jardins botânicos, apreciar a beleza das plantas e experimentar a atmosfera única das Spheres. As Amazon Spheres representam um exemplo notável de como as empresas estão buscando criar ambientes de trabalho mais inovadores e inspiradores. Ao combinar elementos arquitetônicos futuristas com a presença abundante de plantas, a Amazon criou um espaço que promove a conexão com a natureza e oferece um ambiente de trabalho mais agradável e estimulante para seus colaboradores.